# بونادئا

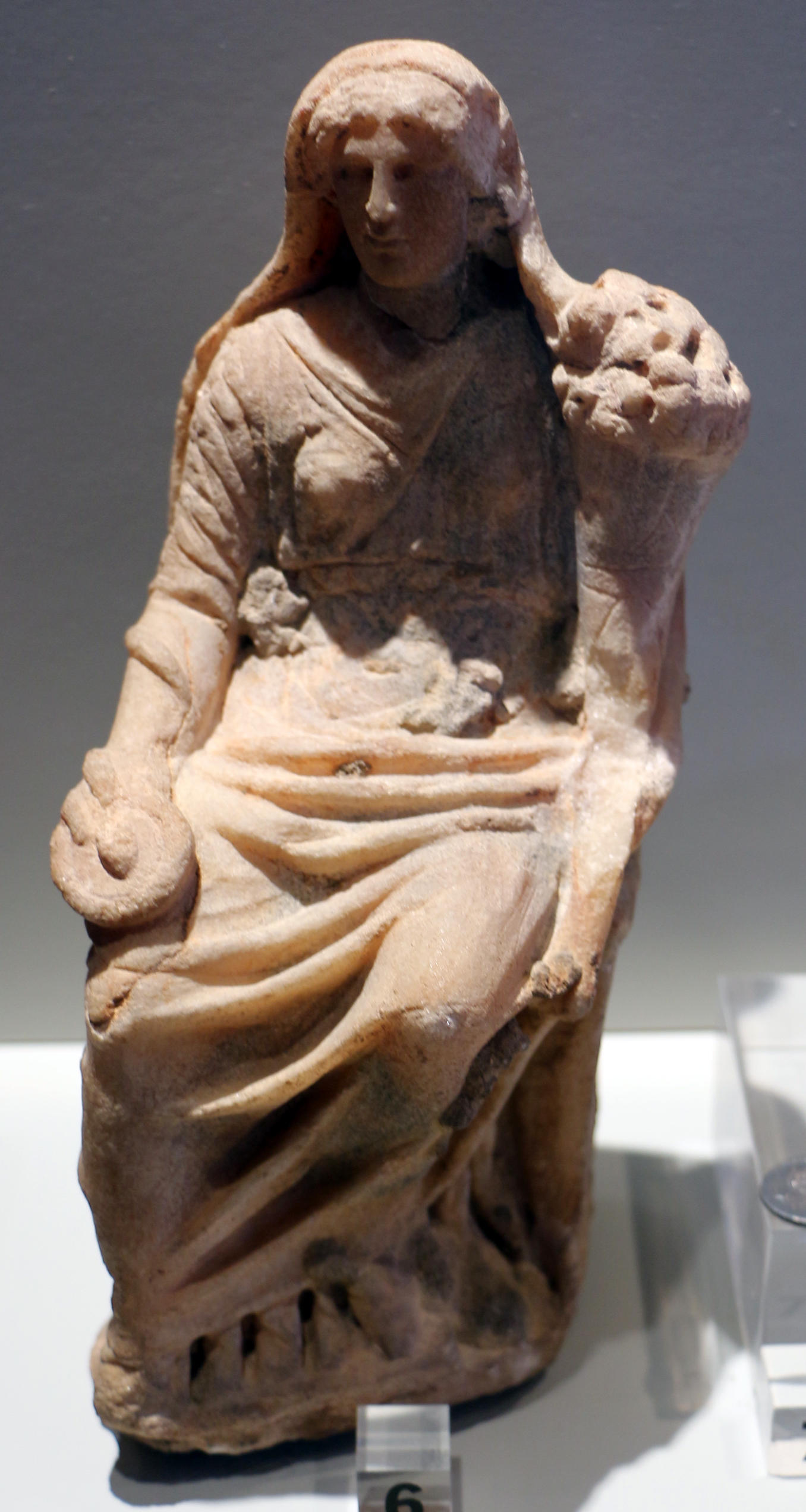
تصویری از بودنادئا

بونادئا (به انگلیسی: Bona Dea)، که بدان ایزدبانوی خوب هم گفته می‌شود، در اساطیر روم به ایزدبانویی گفته می‌شد که مورد پرستش زنان خانه‌دار یا کدبانوان رمی قرار می‌گرفت. این الهه، از سویی با مفاهیمی همچون باروری و بکارت و از سوی دیگر با شفابخشی و برکت در ارتباط است و نماد مار که اغلب برای معرفی آن به کار گرفته شده، بخاطر آنکه از یک طرف مارهای آسکلپیوس (که سمبل دانش پزشکی هستند) را به خاطر می‌آورد و از طرف دیگر، یادآور قضیب (آلت تناسلی مردان) می‌باشد، نماد مناسبی برای آن بنظر می‌رسد.
آیین اسرار، که مجموعه جشن‌های سالانهٔ خاصّ زنان در روم باستان بود، به افتخار این الهه برگزار می‌شد.

## معرفی
اساساً معنای واقعی کلمهٔ بونادئا، همان «الهه خوب» می‌باشد و این ایزدبانو باعنوان ایزدبانوی باروری، شفا و بکارت نیز شناخته می‌شد. این ایزدبانو، که دختر ایزدی موسوم به فانوس Faunus محسوب می‌شد و اغلب به عنوان فون یا فائونا نیز مورد اشاره قرار می‌گرفت، گاهی نیز ایزدبانوی زنان نامیده می‌شد.
بونادئا یک الهه یا ایزدبانوی همیشه باکره و دائماً دست نخورده بود، که با بکارت و باروری در زنان ارتباط داشت. وی همچنین با درمان و شفابخشی همراهی داشت، و متمایل بود تا با با بیمار شدن افراد، آنان را در باغ معبد خود و به وسیلهٔ گیاهان دارویی شفا بخشد. شهروندانی که به طبقات پایین اجتماع تعلق داشتند، بردگان و همین‌طور زنانی که برای بیماری یا ناباروری خود بدنبال شفا می‌گشتند، برای این الهه احترام بسیار زیادی قائل بودند.
بونادئا در معبدی که بر فراز تپه آونتین Aventine قرار داشت، مورد پرستش قرار می‌گرفت، اما جشن‌ها یا آیین‌های مخفیانه خاص او [معروف به آئین اسرار] نیز وجود داشت، که در خانه‌های قضات یا دادرسان برجستهٔ رومی به انجام می‌رسید.

## آیین اسرار

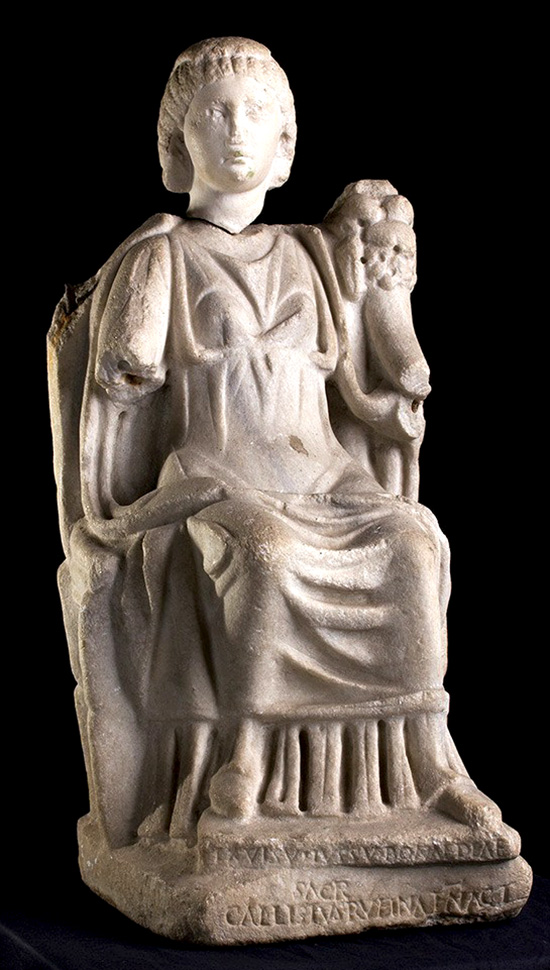
مجسمه بونادئا

زنان خانه‌دار یا کدبانویان رومی همه ساله به افتخار این ایزدبانو جشن باشکوهی برگزار می‌کردند که آیین اسرار (Mysteries) نامیده می‌شد. شرکت کردن مردان در «آیین اسرار بونادئا» ممنوع بود و حضور مرد در این مراسم، بی حرمتی و توهین بزرگی نسبت به مقدسات محسوب می‌شد.
این مناسک مخصوص در تاریخ چهارم دسامبر هر سال برگزار می‌شد، و تنها شرکت کنندگان آن زنان بودند و حتی در آن از وجود نقاشی‌ها یا حکاکی‌هایی که مردان یا حیوانات نر را نشان می‌دادند، منع می‌شد. همچنین به‌کارگیری واژه «شراب» و «گل تلفونی» [یا همان: درخت مورد]، در این مراسم ممنوع بود. چرا که بونادئا یک بار توسط ایزد فانوس Faunus با چوب یا ساقه گل تلفونی و در حالیکه مست بود، مورد ضرب و شتم قرار گرفته بود. در این مورد به بخش افسانه‌ها در ذیل توجه فرمائید.
این مناسک سالانه توسط همسر حاضر (همسر وقت) دادرس ارشد در رم انجام می‌شد و باکره‌هایی عفیف و پاکدامن وی را در برگزاری این جشن کمک می‌کردند.
همچنین آوردن شاخه درخت مورد به داخل معبد بونادئا و نیز بر زبان آوردن کلمه شراب در حین مراسم ممنوع بود. به همین دلیل برگزاری آیین ساغرریزی یا «پیشکش شراب» در حین این مراسم، اصطلاحاً «پیشکش شیر» خوانده می‌شد. تا از تکرار کلمهٔ شراب خودداری شده باشد.

## وقایع تاریخی مرتبط
معروف‌ترین واقعهٔ تاریخی که در ارتباط با این جشنواره رخ داده‌است، بی حرمتی بود که توسط مردی به نام پابلیوس کلودیوس Publius Clodius در سال ۶۲ پیش از میلاد نسبت به این آئین صورت گرفت. این مرد مخفیانه در این آیین خاص زنان شرکت کرد، درحالیکه مراسم در خانه قیصر بزرگ روم، ژولیوس سزار در حال انجام بود. در طول محاکمه‌ای که متعاقب این واقعه انجام پذیرفت، کلودیوس توسط سیسرو، نابود شد که این موضوع به خصومتی شدید میان هواداران آن دو انجامید و روابط آنان را تا مدت‌ها تحت‌الشعاع قرار داد.

## افسانه‌ها
همگی اصول عجیب و استثنائی که در جشن آیین اسرار به کار گرفته می‌شد، با افسانه مرموزی که به بونادئا نسبت داده می‌شد، توجیه می‌گشت. در این افسانه گفته می‌شد که:
هنگامیکه ایزدبانو بونادئا با ایزدفانوس ازدواج کرده بود، این ایزدبانو در موقعیتی خاص شدیداً مست کرد و ایزدفانوس برای تنبیه او، وی را بسیار سخت و بی رحمانه با ترکه‌های درخت مورد، کتک زده بود که همین سبب مرگ وی گردیده بود.
همچنین گفته می‌شد که بونادئا نه همسر، بلکه دختر فانوس بود ولی آن ایزد، علاقه و اشتیاق شهوانی و گناه آلودی نسبت به دختر خویش پیدا کرده بود و برای اینکه خواهش نفسانی خود را برآورده کند و از دختر خویش کام دل بگیرد، او را مست کرده بود. امّا دختر باز هم علی‌رغم مستی در برابر خواست نامشروع پدر خویش مقاومت می‌کرد و در نتیجه پدر (ایزد فانوس)، دختر (ایزد بونادئا) را با ترکه‌های درخت مورد، کتک زده بود.
تناقضات و تفاوت‌هایی که میان این روایات موجود است، نشان می‌دهد که مراسم مذکور نسبت به افسانه‌هایی که پیرامون آن گفته می‌شود، تقدّم داشته و تخیلات عامیانه پس از آن به کار افتاده‌است.

## روایتی مشابه
بونادئا خدابانوی خوب و از خدابانوان رومی کیش فونوس بود. به روایتی بونادئا دختر فونوس بود و پدر که عاشق دختر خویش شده بود، او را [یعنی بونادئا را] مست کرد [تا با وی درآمیزد]، اما بونادئا به هوس پدر تن نداد و پدر (فونوس) با شاخه [درخت] مورد به تنبیه او پرداخت. به همین دلیل هم بود که بعدها مورد را به معبد بونادئا راهی نبود[یعنی کسی حق نداشت اجزاء درخت مورد را به معبد بونادئا وارد سازد]. بنا به همین روایت، سرانجام فونوس به هیئت ماری با دختر خویش درآمیخت.
اما در روایتی دیگر، بونادئا همسر فونوس محسوب می‌شد و بانوئی بود که در همه هنرها مهارت داشت و چندان محجوب بود که حتی از اتاق خود هم خارج نمی‌شد و جز شوهر مرد دیگری را ندیده بود. روزی بونادئا سبویی شراب نوشید و مست شد و فونوس چندان او را تنبیه کرد که از شدت آزار مُرد و فونوس او را در شمار خدابانوان قرار داد.

## آیین نیایش

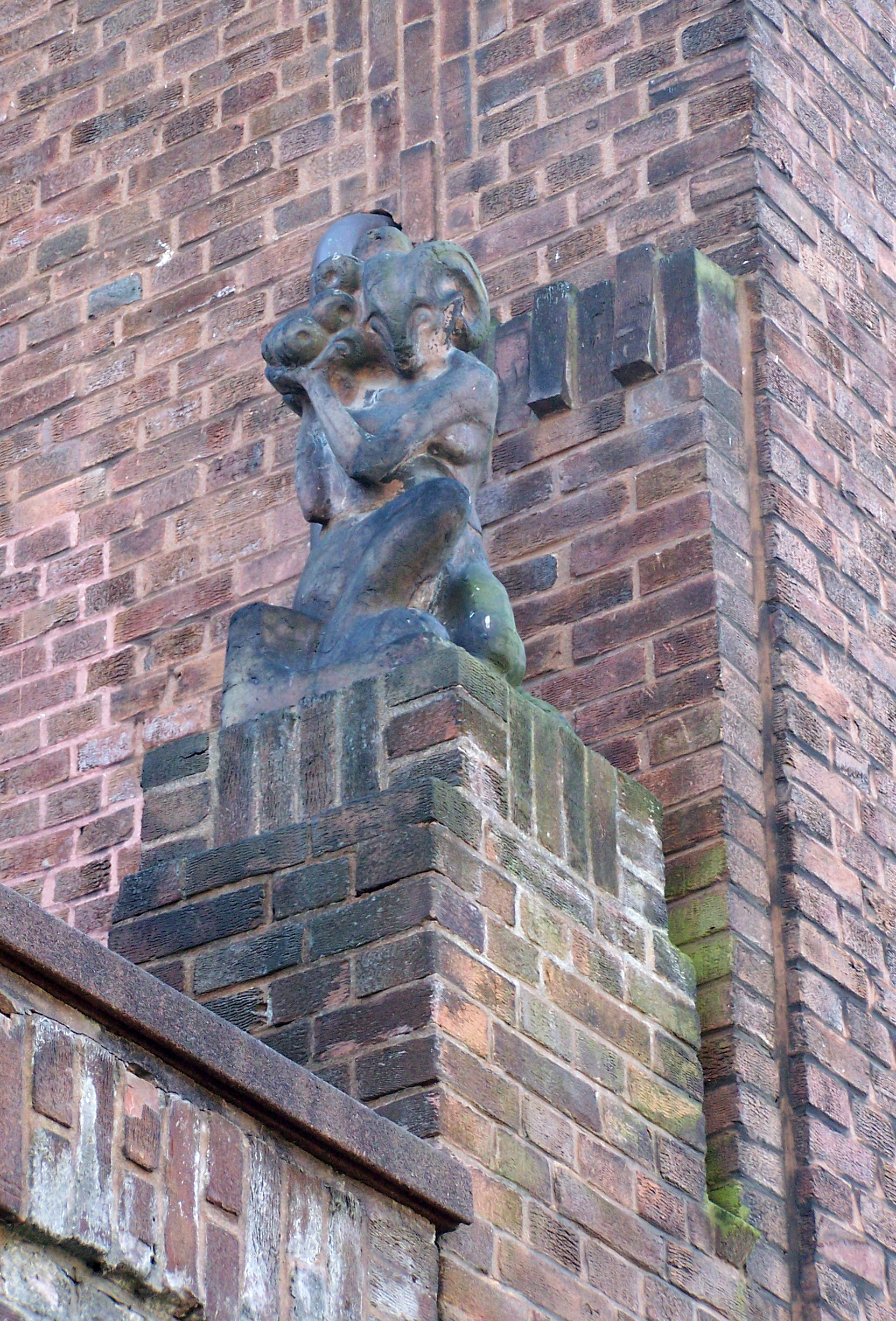
‌‌هیچ توضیح خاصی واسه تصویر نیست

نیایشگاه بونادئا در رم نزدیک آونتین، یکی از هفت تپه کنار تیبر قرار داشت و هر سال زنان و دختران در جنگل مقدسی که در کنار این نیایشگاه قرار داشت، جمع می‌شدند و به یاد مصائب بونادئا مراسمی برپا می‌کردند. در این مراسم مردان حق شرکت نداشتند. به همین دلیل هرکول نیز نمی‌توانست در این مراسم شرکت جوید و در نتیجه در نیایشگاه خاص خود نزدیک جنگل مراسم ویژه ای برپا می‌کرد که در آن مراسم نیز، زن‌ها حق شرکت نداشتند.
در ضمن، زنان نیز حق نداشتند که شب‌ها جز برای بونادئا به قربانی کردن بپردازند.

## ریشه و منشأ

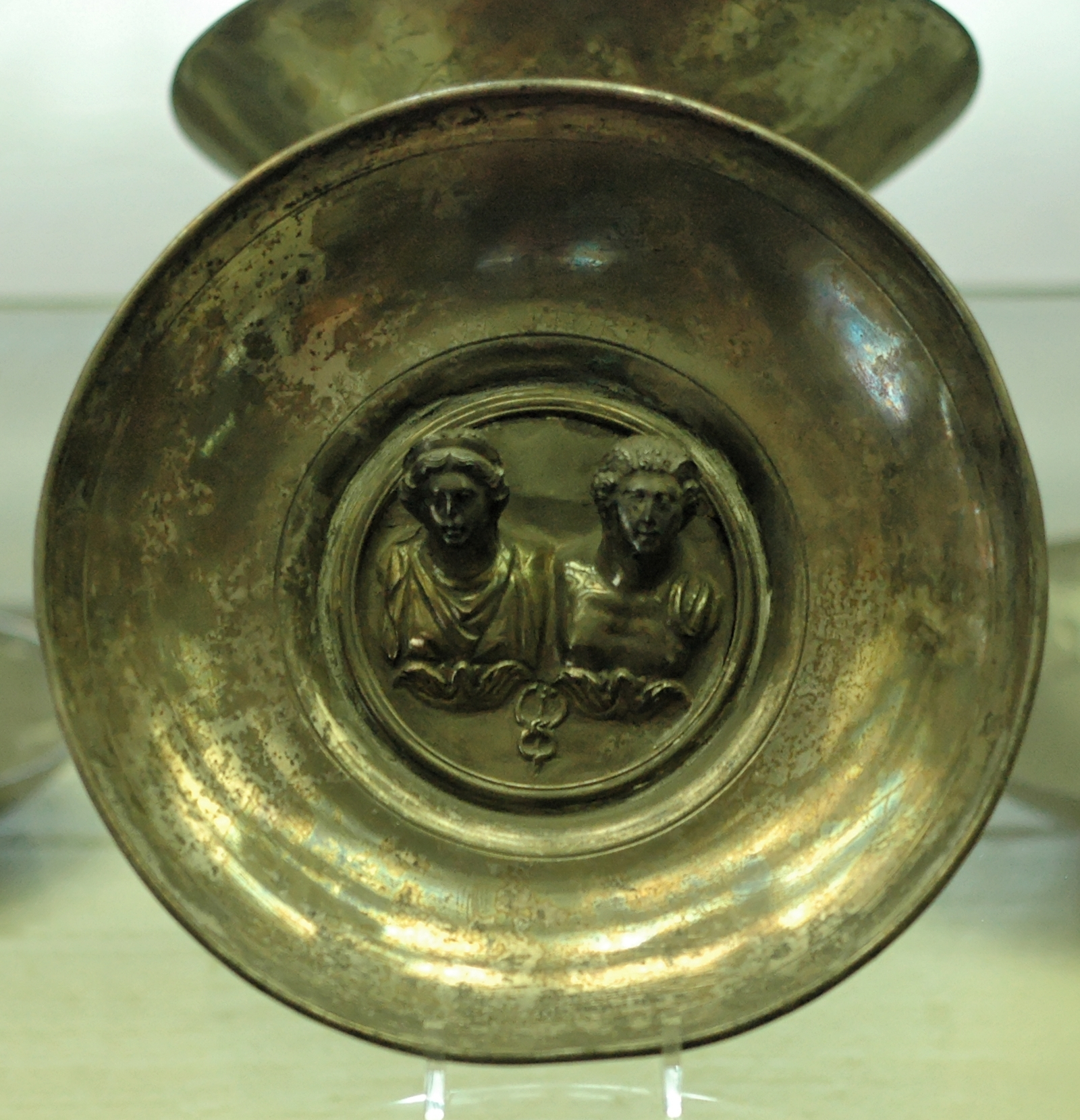
ظرف با حکاکی بونادئا

البته اطلاعات خیلی کمی در مورد این ایزدبانو وجود دارد و آنچه پیرامون مراسم مربوط بدان شناخته شده‌است، ناچیز است. اما به نظر می‌رسد که این آئین در اصل به پرستش و تقدیس کشاورزی اختصاص داشته‌است.
بونادئا معمولاً به شکل دختری نشسته بر تخت به تصویر کشیده می‌شود که کورنوکوپیا یا شاخ نمادین وفور نعمت را در دست دارد. ضمناً مار، صفت و سمبل بونادئا محسوب می‌شود، چراکه وی نُماد و سمبل شفا محسوب می‌شد و بعلاوه مارهایی به‌طور اختصاصی از معبد خاص او در رم نگهداری و محافظت می‌کردند. گذشته از این نماد مار، نشان می‌دهد که ماهیت بونادئا اصالتاً وابسته به قضیب (آلت تناسلی مرد) می‌باشد. تصویر او در تاریخ روم باستان بارها بر روی سکه‌ها درج شده‌است.